# Károly Németh (Tischtennisspieler)
Károly Németh  (* 31. August 1970 in Budapest) ist ein ungarischer Tischtennisspieler und -trainer. Er  nahm an sechs Weltmeisterschaften, drei Europameisterschaften und einmal an Olympischen Spielen teil.

## Werdegang
Károly Németh wurde fünfmal mit Budapester Vereinen ungarischer Mannschaftsmeister, nämlich 1989/90 mit Postás SE, 1996/97 und 1999/2000 mit Postás-MATÁV SE sowie 2002/03 und 2003/04 mit Budapesti VSC. In den nationalen Individualwettbewerben siegte er viermal im Einzel (1989, 1991, 1997, 2001), fünfmal im Doppel (1987 und 1997 mit Sándor Varga, 1995 mit Zsolt Holló, 1998 und 1999 mit Ferenc Pázsy) und einmal im Mixed (1996 mit Éva Braun). Von 1997 bis 1999 spielte er beim deutschen Bundesligaverein TTF Bad Honnef, mit dessen Herrenmannschaft er zweimal das Finale im ETTU Cup erreichte. Später war er in der österreichischen Bundesliga aktiv, etwa 2009/10 beim UTTC Oberwart.
Von 1987 bis 1997 wurde Károly Németh für alle sechs Weltmeisterschaften nominiert. Hier kam er allerdings nie in die Nähe von Medaillenrängen. 1996 qualifizierte er sich für die Teilnahme am Einzelwettbewerb der Olympischen Spiele. Hier besiegte er in den Gruppenspielen den Österreicher Ding Yi und den Australier Paul Langley, unterlag jedoch dem Südkoreaner Kim Taek-soo.
In der ITTF-Weltrangliste erreichte er Platz 64.
An der Sportuniversität bildete er sich zum Diplomtrainer aus und trainierte in der Folge u. a. den Nationalspieler und Jugendeuropameister im Doppel 2013 Tamás Lakatos.

## Privat
Károly Németh ist verheiratet und hat drei Kinder.

## Turnierergebnisse
| Verband | Veranstaltung       | Jahr | Ort        | Land | Einzel        | Doppel    | Mixed     | Team |
| ------- | ------------------- | ---- | ---------- | ---- | ------------- | --------- | --------- | ---- |
| HUN     | Europameisterschaft | 1996 | Bratislava | SVK  | letzte 16     |           |           |      |
| HUN     | Olympische Spiele   | 1996 | Atlanta    | USA  | 17.–32. Platz |           |           |      |
| HUN     | Pro Tour            | 2004 | Athen      | GRE  | letzte 64     |           |           |      |
| HUN     | Pro Tour            | 2001 | Zagreb     | HRV  |               | 1. Runde  |           |      |
| HUN     | Pro Tour            | 1999 | Prag       | CZE  |               | letzte 16 |           |      |
| HUN     | Pro Tour            | 1999 | Linz/Wels  | AUT  |               | letzte 16 |           |      |
| HUN     | Pro Tour            | 1997 | Linz       | AUT  | letzte 64     | letzte 16 |           |      |
| HUN     | Weltmeisterschaft   | 1997 | Manchester | ENG  | letzte 64     | letzte 32 | letzte 32 | 22   |
| HUN     | Weltmeisterschaft   | 1995 | Tianjin    | CHN  | letzte 32     | letzte 32 | letzte 64 | 21   |
| HUN     | Weltmeisterschaft   | 1993 | Gothenburg | SWE  | letzte 64     | letzte 64 | letzte 32 | 23   |
| HUN     | Weltmeisterschaft   | 1991 | Chiba      | JPN  | letzte 64     | letzte 16 | letzte 64 | 19   |
| HUN     | Weltmeisterschaft   | 1989 | Dortmund   | FRG  | letzte 64     | letzte 64 | letzte 32 | 10   |
| HUN     | Weltmeisterschaft   | 1987 | Neu-Delhi  | IND  | Qual.         | Qual.     | letzte 64 | 10   |